# Horsebergasjön
Horsebergasjön är en sjö i Högsby kommun i Småland och ingår i Emåns huvudavrinningsområde. Sjön är 3,5 meter djup, har en yta på 0,223 kvadratkilometer och är belägen 84,2 meter över havet.

## Delavrinningsområde
Horsebergasjön ingår i det delavrinningsområde (633383-151864) som SMHI kallar för Vid Q i Län punkt. Medelhöjden är 91 meter över havet och ytan är 79 kvadratkilometer. Räknas de 247 avrinningsområdena uppströms in blir den ackumulerade arean 4 074,57 kvadratkilometer. Avrinningsområdets utflöde Emån mynnar i havet. Avrinningsområdet består mestadels av skog (65 procent) och jordbruk (18 procent). Avrinningsområdet har 0,63 kvadratkilometer vattenytor vilket ger det en sjöprocent på 0,8 procent. Bebyggelsen i området täcker en yta av 4,15 kvadratkilometer eller 5 procent av avrinningsområdet.